# Santiago Gabriel Camacho
Santiago Gabriel Camacho (Buenos Aires, 25 de enero de 1997) es un futbolista argentino. Juega como mediocampista y actualmente milita en Gimnasia y Esgrima de Jujuy de la Primera B Nacional de Argentina.

## Trayectoria
Firmado por San Lorenzo de Almagro en 2004, quien lo integró a sus divisiones inferiores procedente del Club González Catán. firmó su primer contrato profesional en 2016, siendo ascendido al primer equipo el año siguiente, para en septiembre de 2017 ser cedido a Independiente Rivadavia de la Primera B Nacional, en donde debutó el 24 de noviembre ante Ferro Carril Oeste.
En diciembre de 2021, es anunciado como nuevo refuerzo de Club Atlético Estudiantes, firmando contrato por un año.
En junio de 2022, es enviado a préstamo a Deportes Temuco de la Primera B chilena, por 18 meses.

## Clubes
| Club                                   | País      | Año       |
| -------------------------------------- | --------- | --------- |
| San Lorenzo de Almagro                 | Argentina | 2017-2018 |
| → Independiente Rivadavia (cedido)     | Argentina | 2017-2018 |
| River Plate                            | Paraguay  | 2019      |
| Club Atlético Fénix                    | Argentina | 2019-2020 |
| Colegiales                             | Argentina | 2020-2021 |
| Club Atlético Estudiantes              | Argentina | 2022-Act. |
| → Deportes Temuco (cedido)             | Chile     | 2022-2023 |
| → Colegiales (cedido)                  | Argentina | 2024      |
| → Gimnasia y Esgrima de Jujuy (cedido) | Argentina | 2025-Act. |